# (74248) 1998 SS64
(74248) 1998 SS64 – planetoida z pasa głównego asteroid okrążająca Słońce w ciągu 4,41 lat w średniej odległości 2,69 j.a. Odkryta 20 września 1998 roku.